# Tomoki Hasegawa
Pour les articles homonymes, voir Hasegawa.
Tomoki Hasegawa est un compositeur japonais de musiques de films et d'animés, né le 19 juillet 1957 à Osaka.

## Filmographie
- 1990 : Pygmalion (Pygmalio) (série télévisée)
- 1991 : Luke l'Invincible (Chōjin Rokku) (OAV New World Battle Team)
- 1992 : Genki Bakuhatsu Ganbaruger (série télévisée)
- 1992 : Legend of the Galactic Heroes (Ginga Eiyū Densetsu)
- 1992 : Le rêve de Jeannie (Kaze no Naka no Shoujo Kinpatsu no Jeanie) (série télévisée)
- 1992 : Mikan Enikki (série télévisée)
- 1993 : Matchless Passion Gozaurer (Nekketsu Saikyo Gozaurer) (série télévisée)
- 1993 : Minky Momo: The Bridge Over Dreams (Minky Momo in Yume ni Kakeru Hashi) (OAV)
- 1994 : The Station of Your Memories (Minky Momo in Tabidachi no Eki) (OAV)
- 1995 : Wedding Peach (Ai Tenshi Densetsu Wedding Peach) (série télévisée)
- 1997 : New Tenchi Muyo (Tenchi in Tokyo) (série télévisée)
- 2002 : Suicide Club (Jisatsu saakuru) (film)
- 2003 : D.N.Angel (série télévisée)
- 2004 : DearS (série télévisée)
- 2004 : Gokusen (série télévisée)
- 2005 : Noriko's Dinner Table (Noriko no shokutaku) (film)
- 2006 : Genshiken (OAV)
- 2006 : Kujibiki Unbalance (série télévisée)
- 2006 : Nana (série télévisée)
- 2007 : Exte: Hair Extensions (Ekusute) (film)
- 2007 : Majin Tantei Nōgami Neuro (série télévisée)
- 2007 : So long, Mr. Despair (Sayonara Zetsubo Sensei) (série télévisée)
- 2008 : Zoku Sayonara Zetsubō sensei (série télévisée)
- 2012 : Nazo no kanojo X (série télévisée)

## Ludographie
- 1989 : Gradius III (arrangement, bande-son sortie en 1990)
- 1995 : Rise of the Phoenix
- 2000 : Romance of the Three Kingdoms VII